# Kalspröding
Kalspröding (Psathyrella cernua) är en svampart som först beskrevs av Martin Vahl, och fick sitt nu gällande namn av Meinhard (Michael) Moser 1984. Kalspröding ingår i släktet Psathyrella och familjen Psathyrellaceae.  Arten är reproducerande i Sverige. Inga underarter finns listade i Catalogue of Life.